# Дюпа, Паскалин
Паскалин Дюпа — французский экономист, занимающаяся исследованиями в области экономики развития и прикладной макроэкономики, чтобы лучше понять проблемы, с которыми сталкиваются бедные домохозяйства в развивающихся странах. Главная цель — определить инструменты и политику, которые помогут преодолеть эти проблемы и сократить глобальную бедность.

## Академические назначения
- Профессор экономики, Stanford University

- Старший научный сотрудник, Stanford Institute for Economic Policy Research (SIEPR)

## Профессиональное образование[3]
- 1999 году — бакалавр искусств (B.A.) по экономике и эконометрике (Ecole Normale Superieure, Париж).
- 2000 году — магистр естественных наук (M.Sc.) в области экономического анализа и политики (Ecole Normale Superieure, Париж).
- 2006 году — доктора философии (Ph.D.), экономика (EHESS & PSE-DELTA).

## Награды и Гранты[3]
- 2019 — Гуггенхайм, Фонд Джона Саймона Гуггенхайма (John Simon Guggenheim Foundation)
- 2015 — Победитель премии «Лучший молодой французский экономист 2015», Le Monde & Le Cercle des Economistes
- 2012—2013 — Стипендия факультета Хеллмана, Стэнфордский университет
- 2012 — Номинант на премию «Лучший молодой французский экономист 2012», Le Monde & Le Cercle des Economistes
- 2011, 2012 — Премия за выдающиеся достижения в области судейства, Quarterly Journal of Economics
- 2009, 2011, 2012, 2013, 2014, 2015 — Премия за выдающиеся достижения в области судейства, American Economic Review

## Исследования
Методологически исследование Паскалин Дюпа обычно основывается на использовании полевых экспериментов, таких как рандомизированные контролируемые испытания (РКИ). Основные темы ее работы включают профилактику таких заболеваний, как малярия и ВИЧ, эффект стимулов для учителей и экономное поведение людей с низким уровнем дохода. Основные результаты исследований Паскалин Дюпа:
- Отслеживание (Tracking) в образовании приносит пользу не только учащимся с высокой успеваемостью, но и учащимся с низким уровнем успеваемости, позволяя учителям корректировать уровень обучения в соответствии с уровнем знаний учащихся (с Эстер Дюфло , Майкл Кремер).[4]
- Схемы групповых сбережений и кредитования, также как простое предоставление бедным людям безопасного места для хранения денег, существенно увеличивают сбережения на здоровье. Хотя функции целевого назначения были эффективны только для людей, которые часто облагаются налогами в соответствии с их социальными отношениями, или для фондов, предназначенных для чрезвычайных ситуаций (с Jonathan Robinson).[5]
- Предоставление подросткам информации о том, что риск заражения ВИЧ увеличивается с возрастом сексуального партнера, снижает вероятность подростковой беременности (и незащищенных половых контактов) более эффективно, чем информация, сфокусированная на воздержании.[6]
- Обеспечение школ в Кении учителями по контракту не увеличило количество учащихся, обучаемых учителями государственной службы, которые сократили усилия и попытались передать контракты на обучение родственникам. Но при этом увеличили количество учащихся, обучаемых учителями по контракту. Программа управления школой, дающая родителям большее влияние на решения о приеме на работу через школьные комитеты, снизила привлечение штатных учителей (с Эстер Дюфло , Майкл Кремер).[7]
- Предложение единовременной субсидии для сеток, обработанных противомалярийными инсектицидами (ITN) в Кении увеличивает готовность домохозяйств платить через год, помогая людям узнать о преимуществах товара и не вызывает якорения (когнитивного искажения). Это предполагает важную роль краткосрочных субсидий в продвижении долгосрочного внедрение новых товаров для здоровья.[8]
- Готовность домохозяйств платить за частное подключение к водопроводу высока, если его можно приобрести в кредит, потому что это способствует устойчивому повышению благосостояния за счет увеличения времени досуга и уменьшения конфликтов между и внутри домохозяйств, связанных с водой. Подчеркивается актуальность доступа домашних хозяйств к кредитам (с Эстер Дюфло, William Parienté, Vincent Pons, Florencia Devoto).[9]
- Субсидии на образование могут быть эффективным стимулом для сокращения отсева девочек-подростков, случаев ранней беременности, но не в отношении борьбы с ИППП (с Эстер Дюфло , Майкл Кремер).[10]